# Écoust-Saint-Mein
Écoust-Saint-Mein [eku sɛ̃ mɛ̃] est une commune française située dans le département du Pas-de-Calais en région Hauts-de-France. Ses habitants sont appelés les Écoustois.
La commune fait partie de la communauté de communes du Sud-Artois qui regroupe 64 communes et compte 27 059 habitants en 2021.

## Géographie

### Localisation
Localisée dans le sud-est du département du Pas-de-Calais, Écoust-Saint-Mein est une commune située, à vol d'oiseau, à 9 km a nord-est de la commune de Bapaume et à 15 km au sud-est de la commune d’Arras (chef-lieu d'arrondissement et préfecture du Pas-de-Calais).
Le territoire de la commune est limitrophe de ceux de six communes.
Les communes limitrophes sont  Bullecourt, Croisilles, Mory, Noreuil, Saint-Léger et Vaulx-Vraucourt.

### Géologie et relief
La superficie de la commune est de 8,43 km2 ; son altitude varie de 84  à   117 m.

### Hydrographie
La commune est située dans le bassin Artois-Picardie. Elle n'est drainée par aucun cours d'eau,.

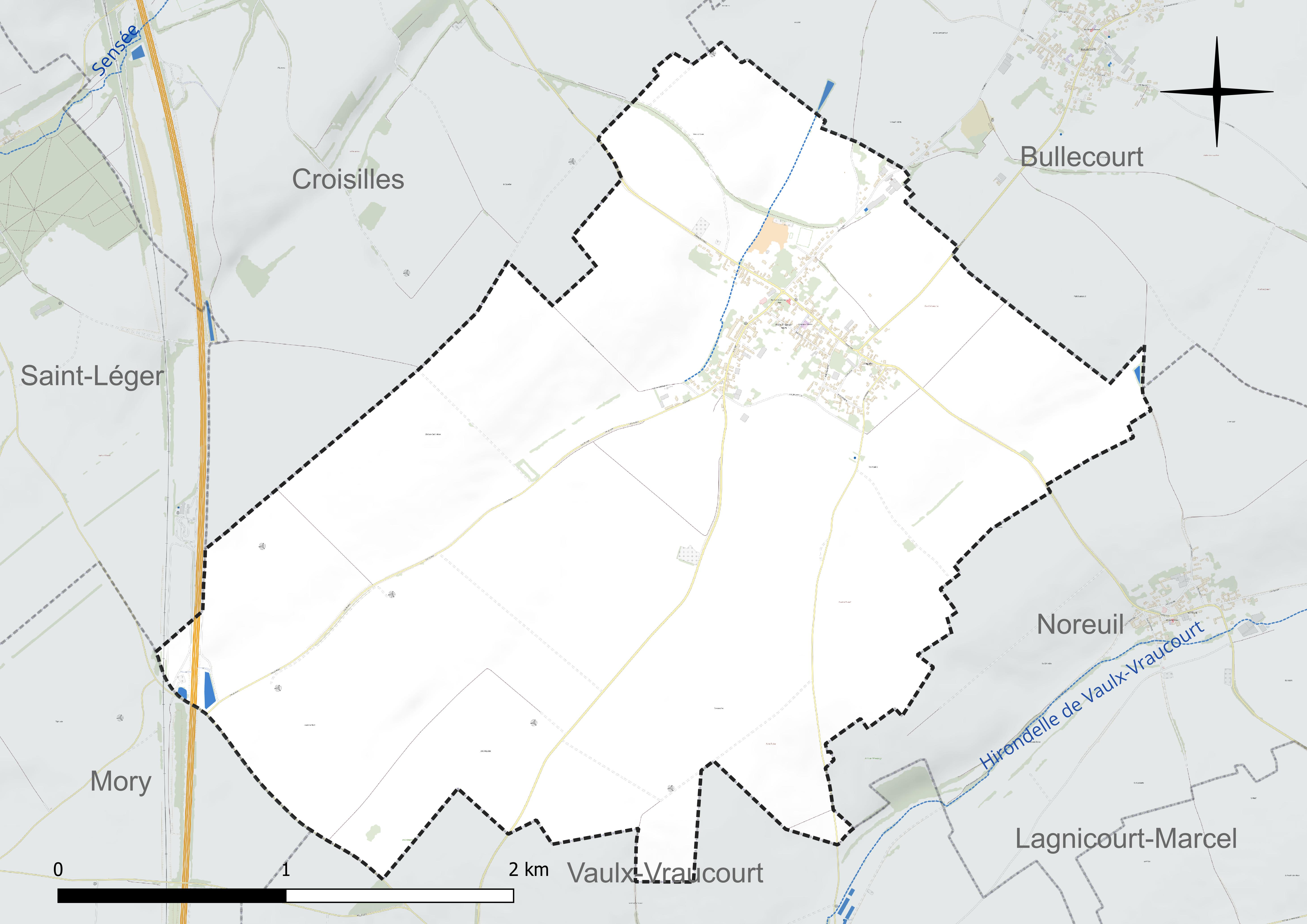
Réseau hydrographique d'Écoust-Saint-Mein.

### Climat
Pour des articles plus généraux, voir Climat des Hauts-de-France et Climat du Pas-de-Calais.
En 2010, le climat de la commune est de type climat océanique dégradé des plaines du Centre et du Nord, selon une étude du CNRS s'appuyant sur une série de données couvrant la période 1971-2000. En 2020, Météo-France publie une typologie des climats de la France métropolitaine dans laquelle la commune est exposée à un climat océanique et est dans la région climatique Nord-est du bassin Parisien, caractérisée par un ensoleillement médiocre, une pluviométrie moyenne régulièrement répartie au cours de l'année et un hiver froid (3 °C).
Pour la période 1971-2000, la température annuelle moyenne est de 10,2 °C, avec une amplitude thermique annuelle de 14,3 °C. Le cumul annuel moyen de précipitations est de 727 mm, avec 11,8 jours de précipitations en janvier et 8,8 jours en juillet. Pour la période 1991-2020, la température moyenne annuelle observée sur la station météorologique la plus proche, située sur la commune de Wancourt à 8 km à vol d'oiseau, est de 10,8 °C et le cumul annuel moyen de précipitations est de 711,4 mm,. Pour l'avenir, les paramètres climatiques de la commune estimés pour 2050 selon différents scénarios d'émission de gaz à effet de serre sont consultables sur un site dédié publié par Météo-France en novembre 2022.

### Paysages
Pour un article plus général, voir Paysage en France.
La commune est située dans le paysage régional des grands plateaux artésiens et cambrésiens tel que défini dans l'atlas des paysages de la région Nord-Pas-de-Calais, conçu par la direction régionale de l'Environnement, de l'Aménagement et du Logement (DREAL),. Ce paysage régional, qui concerne 238 communes, est dominé par les « grandes cultures » de céréales et de betteraves industrielles qui représentent 70 % de la surface agricole utilisée (SAU).

### Milieux naturels et biodiversité

#### Espèces faunistiques et floristiques
Le site de l'Inventaire national du patrimoine naturel (INPN) recense 211 espèces faunistiques et floristiques sur le territoire de la commune dont 39 protégées et 19 taxons (espèces et sous-espèces) menacées et quasi-menacées.

## Urbanisme

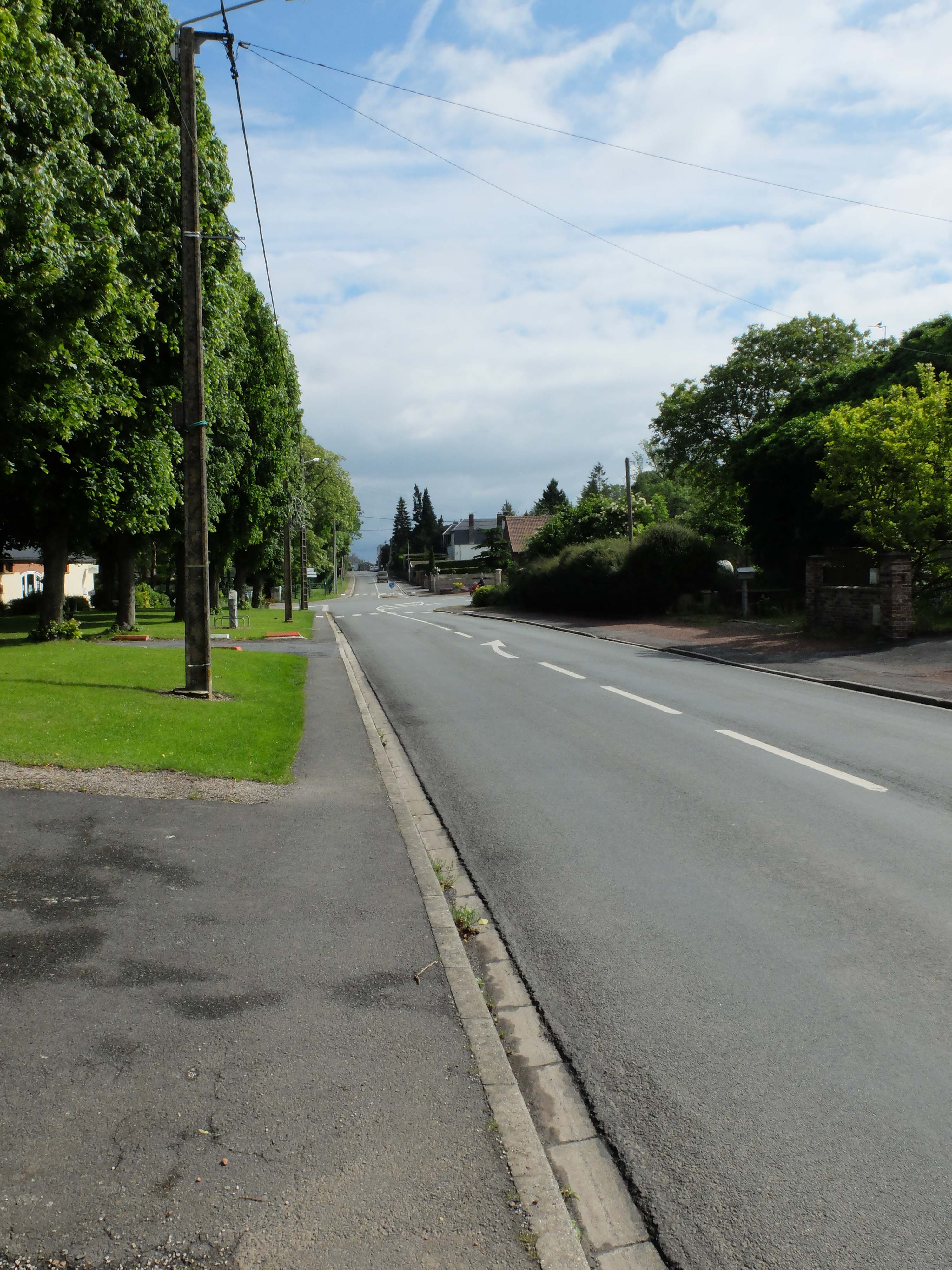
La rue du Fief.
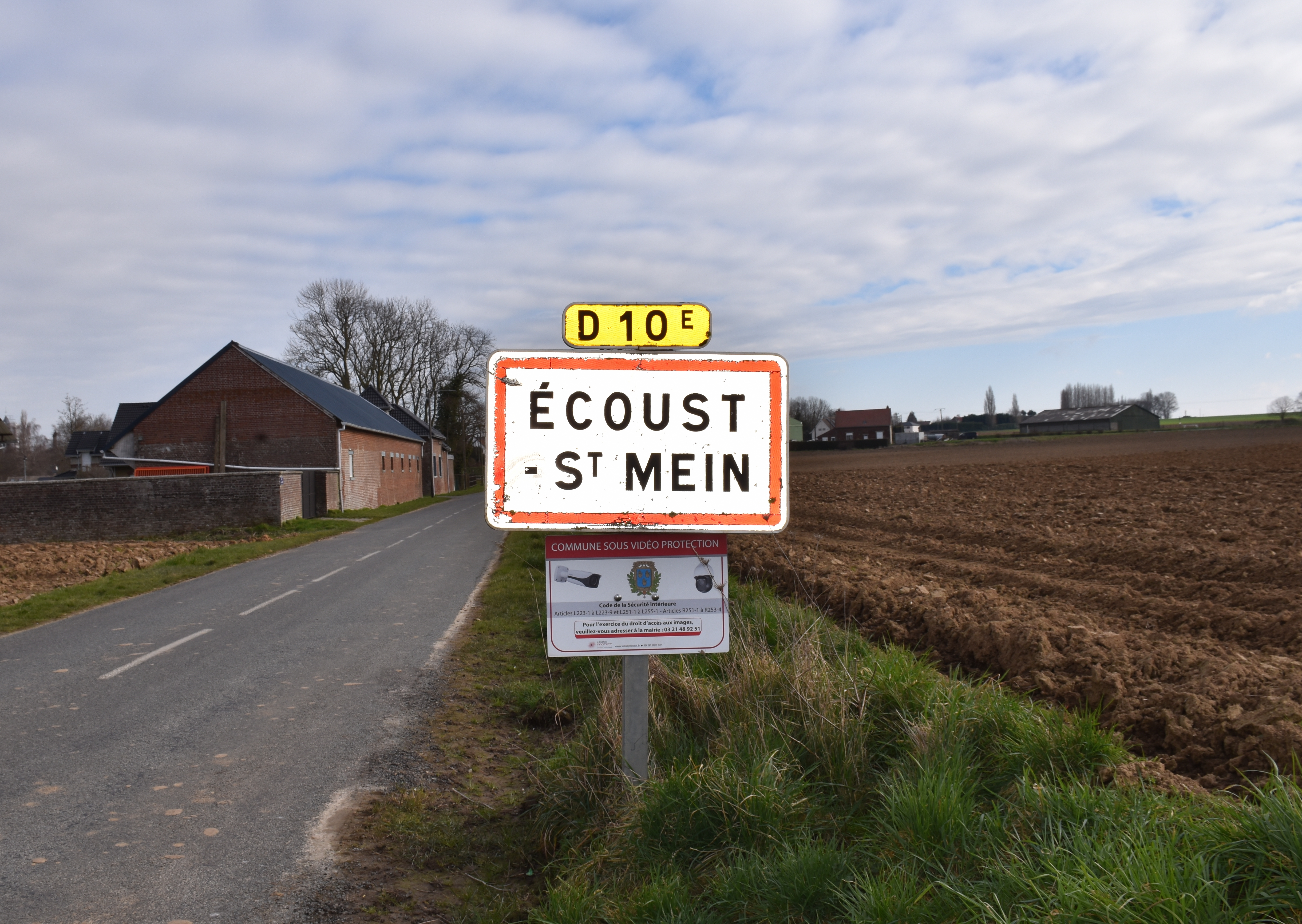
Une entrée de la commune.

### Typologie
Au 1er janvier 2024, Écoust-Saint-Mein est catégorisée commune rurale à habitat dispersé, selon la nouvelle grille communale de densité à sept niveaux définie par l'Insee en 2022.
Elle est située hors unité urbaine. Par ailleurs la commune fait partie de l'aire d'attraction d'Arras, dont elle est une commune de la couronne,. Cette aire, qui regroupe 163 communes, est catégorisée dans les aires de 50 000 à moins de 200 000 habitants,.

### Occupation des sols
L'occupation des sols de la commune, telle qu'elle ressort de la base de données européenne d'occupation biophysique des sols Corine Land Cover (CLC), est marquée par l'importance des territoires agricoles (94 % en 2018), une proportion sensiblement équivalente à celle de 1990 (94,7 %). La répartition détaillée en 2018 est la suivante : 
terres arables (94 %), zones urbanisées (5,3 %), zones industrielles ou commerciales et réseaux de communication (0,7 %). L'évolution de l'occupation des sols de la commune et de ses infrastructures peut être observée sur les différentes représentations cartographiques du territoire : la carte de Cassini (XVIIIe siècle), la carte d'état-major (1820-1866) et les cartes ou photos aériennes de l'IGN pour la période actuelle (1950 à aujourd'hui).

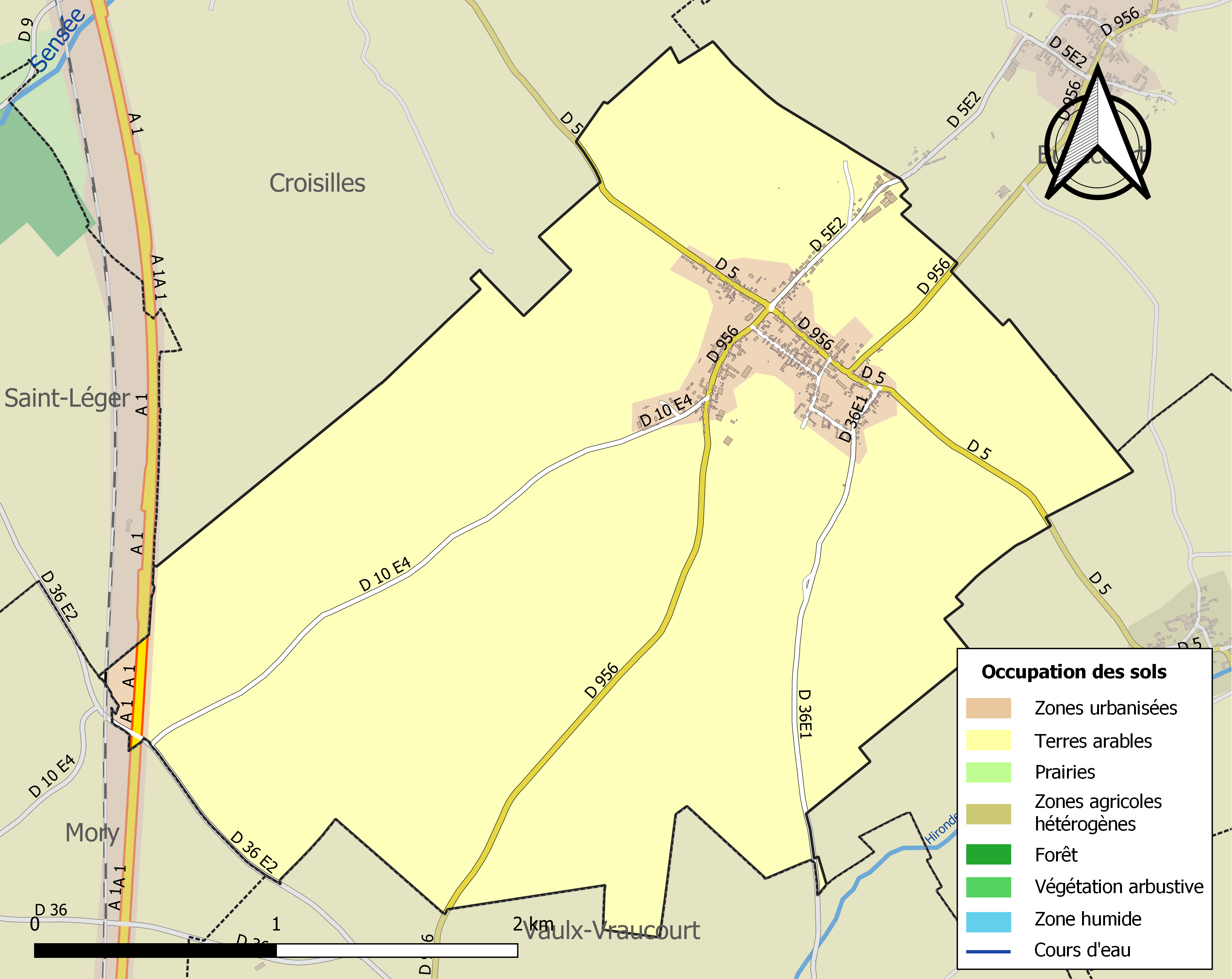
Carte des infrastructures et de l'occupation des sols de la commune en 2018 (CLC).

### Voies de communication et transports

#### Voies de communication
Dans sa partie est, la commune est traversée par l'autoroute A1 et par la LGV Nord. La commune est desservie par les routes départementales D 5 et D 956 et est située à 11 km de la sortie no 14 de l'autoroute A1, reliant Paris et Lille.

#### Transport ferroviaire
La commune se trouve à 16 km, au sud-est, de la gare d'Arras, située sur la ligne de Paris-Nord à Lille, desservie par des TGV inOui et des trains régionaux du réseau TER Hauts-de-France.
De 1880 à 1969, la commune est desservie par l'ancienne ligne de chemin de fer de Boisleux à Marquion.

## Toponymie
Le nom de la localité est attesté sous les formes Scultis de 1154-1159 ; Scolt en 1176 ; Escout en 1228 ; Scuz en 1232 ; Escot en 1292 ; Escoult en 1435 ; Escoult-Sainct-Main en 1546 ; Escou-Longastre en 1720 ; Escoust-Longastre en 1793, Ecousr Saint Mein en 1793 ; Ecoust-Saint-Main et Écoust-Saint-Mein depuis 1801
Durant la Révolution, la commune porte le nom de Écoust-Lougastre. La partie haute du village s'appelle Longastre ou Longatte.

## Histoire
L'histoire de la commune est consultable dans le Dictionnaire historique et archéologique du Pas-de-Calais paru en 1873.

### Carte de Cassini

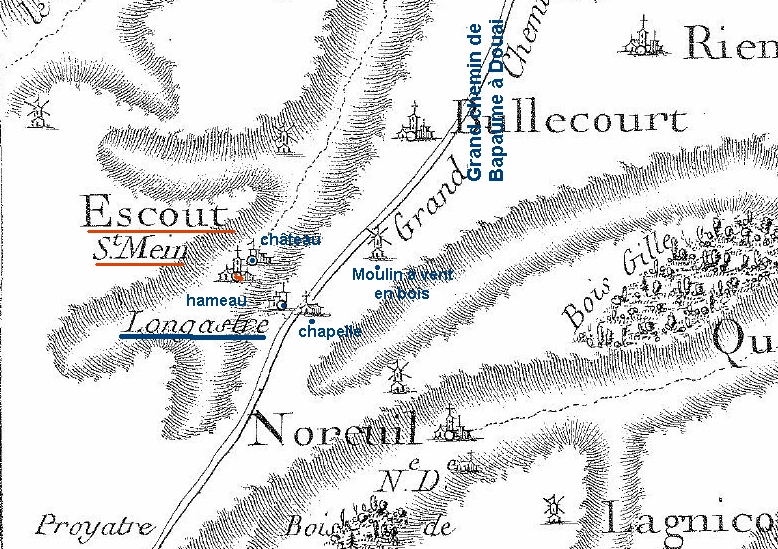
La carte de Cassini du secteur vers 1750.

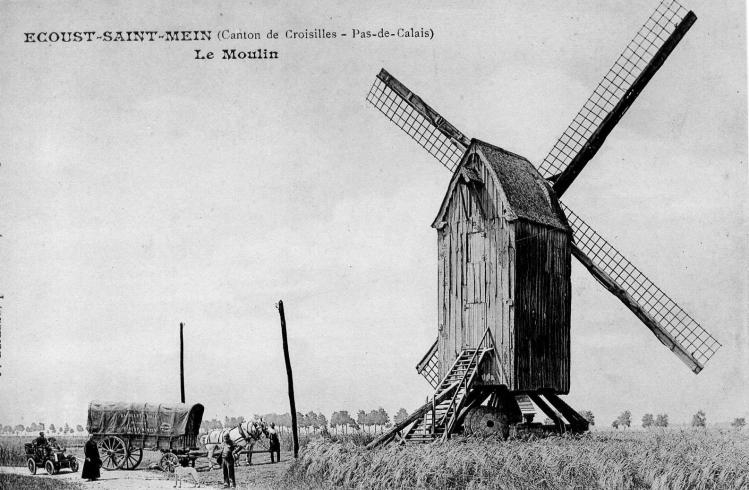
Le moulin d'Ecoust avant 1914.

La carte de Cassini ci-contre montre qu'au milieu du XVIIIe siècle, Écoust-Saint-Mein, qui s'écrivait Escout était une paroisse située à l'ouest du Grand Chemin de Bapaume à Douai. Le hameau de Longastre, aujourd'hui Longatte, était à l'époque éloigné du village. Un château est représenté au nord du village. À l'est du chemin, un moulin à vent en bois aujourd'hui disparu était en activité à cette époque. Ce moulin que l'on voit sur la carte postale ci-contre, a été détruit pendant la Première Guerre mondiale.
Le village était alors beaucoup plus peuplé qu'aujourd'hui (830 habitants contre 492 en 2019).

### Hameau de Longastre
Le nom de ce hameau est attesté sous les formes Longastrum en 1072 ; Longa Hansta en 1152 ; Longa Hasta 1154-1159 ; Longasta en 1167 ; Longansta au XIIe siècle ; Longanste en 1212 ; Longastra en 1237 ; Longaste en 1266 ; Longastre en 1313 ; Longastre-leez-Douai vers 1500 ; Longathe en 1741 et Longatte.
Le hameau de Longastre a longtemps était détaché du territoire d'Ecoust-Saint-Mein. Le village était le siège d'une très importante seigneurie relevant de la châtellenie de Bapaume. Les premiers seigneurs du lieu connus sont les Caudron qui possèdent la terre dès 1207, et ce jusqu'au XIVe siècle. La seigneurie passe ensuite dans la famille d'Houchin par mariage. 
Les seigneurs du lieu y avaient un château, motte féodale dont la première occupation date du XIIe siècle et occupé aussi vers le XIVe siècle.

### Première Guerre mondiale
Au début de la Première Guerre mondiale, après la bataille des Frontières du 7 au 24 août 1914, devant les pertes subies, l'État-Major français décide de battre en retraite depuis la Belgique. Dès le 28 août, les Allemands s'emparent du village d'Écoust-Saint-Mein et poursuivent leur route vers l'ouest. Dès lors commença l'occupation allemande qui dura jusqu'au début de 1917. Des arrêtés de la kommandantur obligeaient, à date fixe, sous la responsabilité du maire et du conseil municipal, sous peine de sanctions, la population à fournir : blé, œufs, lait, viande, légumes, destinés à nourrir les soldats du front. Toutes les personnes valides devaient effectuer des travaux agricoles ou d'entretien.
En mars 1917, les Allemands décident de se retirer sur la ligne Hindenburg, ligne fortifiée située à seulement 1 km à l'est avant Bullecourt. Avant leur départ, le village est évacué de ses habitants et toutes les constructions (église, mairie, maisons) sont systématiquement dynamitées, tous les arbres sont coupés, les puits pollués avec du fumier. Les troupes britanniques prennent alors possession des ruines du village le 2 avril 1917 qui est situé à seulement 1 km du front.
Écoust-Saint-Mein repassera aux mains des Allemands en mars 1918 lors de l'offensive du Kaiser jusqu'au 1er septembre 1918, date à laquelle le village sera définitivement repris par les troupes du Commonwealth après de violents combats, attestés par la présence de nombreux cimetières britanniques et allemands dans le secteur.
Après l'armistice, les habitants reviennent peu à peu au village. Alors commença une longue période de reconstruction.
Vu les souffrances endurées par la population pendant les quatre années d'occupation et les dégâts aux constructions, la commune s'est vu décerner la croix de guerre 1914-1918 le 23 septembre 1920, distinction également attribuée à 276 autres communes du Pas-de-Calais.

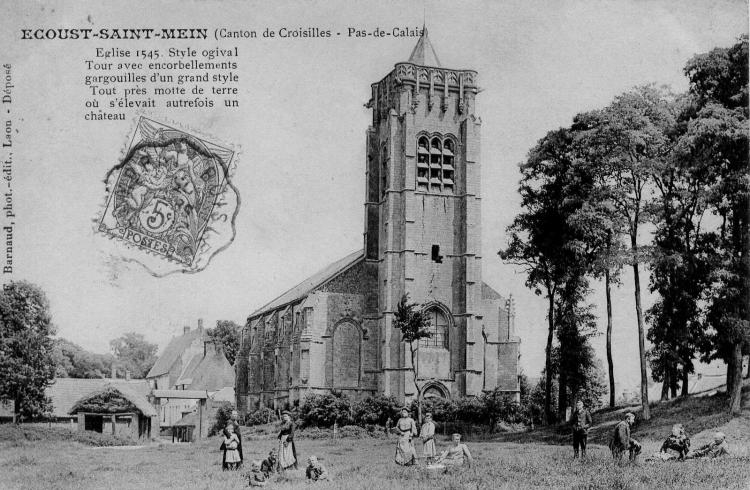
Une carte postale de l'église avant 1914.
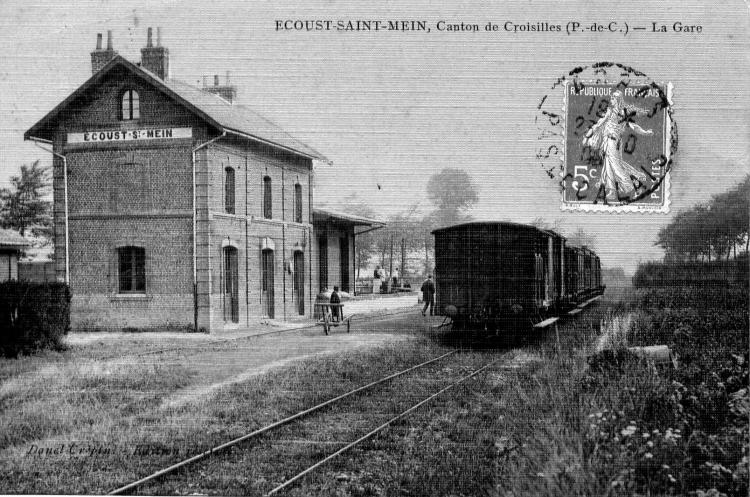
Une carte postale de la gare en 1908.
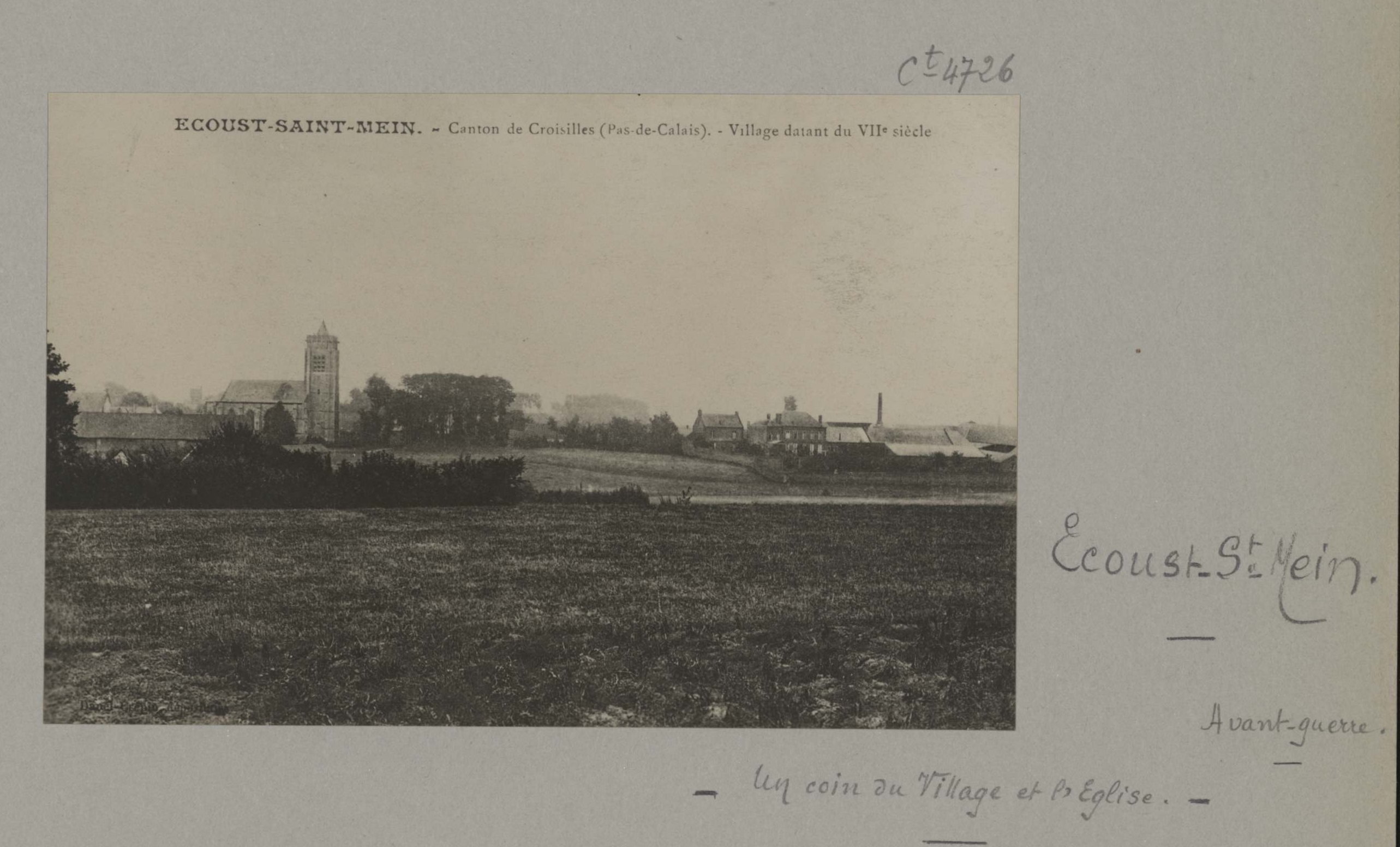
Une vue du village avant 1914.
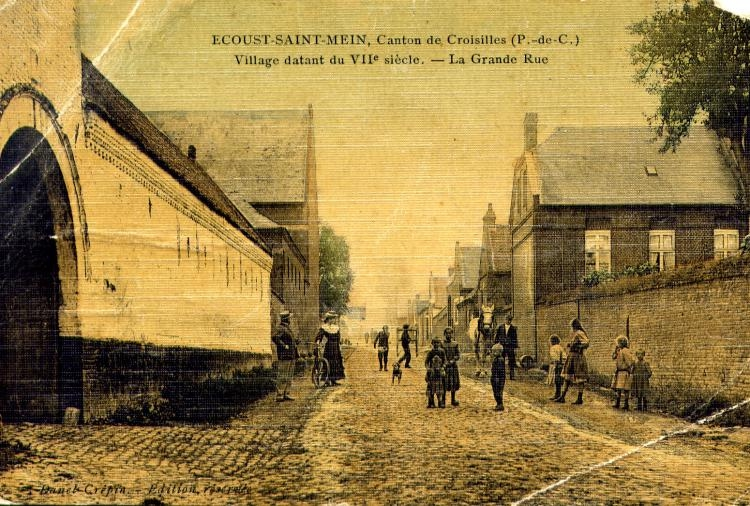
La grande-rue avant 1914.
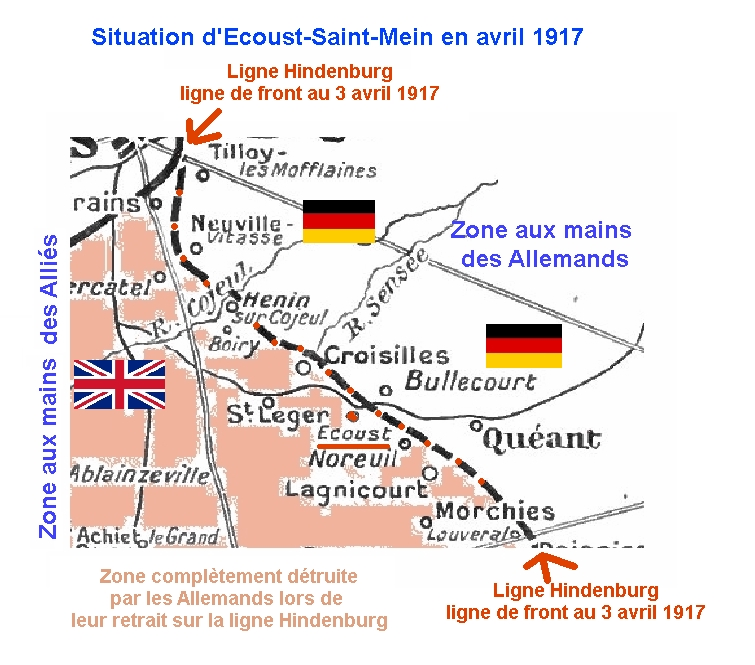
En avril 1917, Ecouts-Saint-Mein est situé en zone alliée à seulement 1km du front.
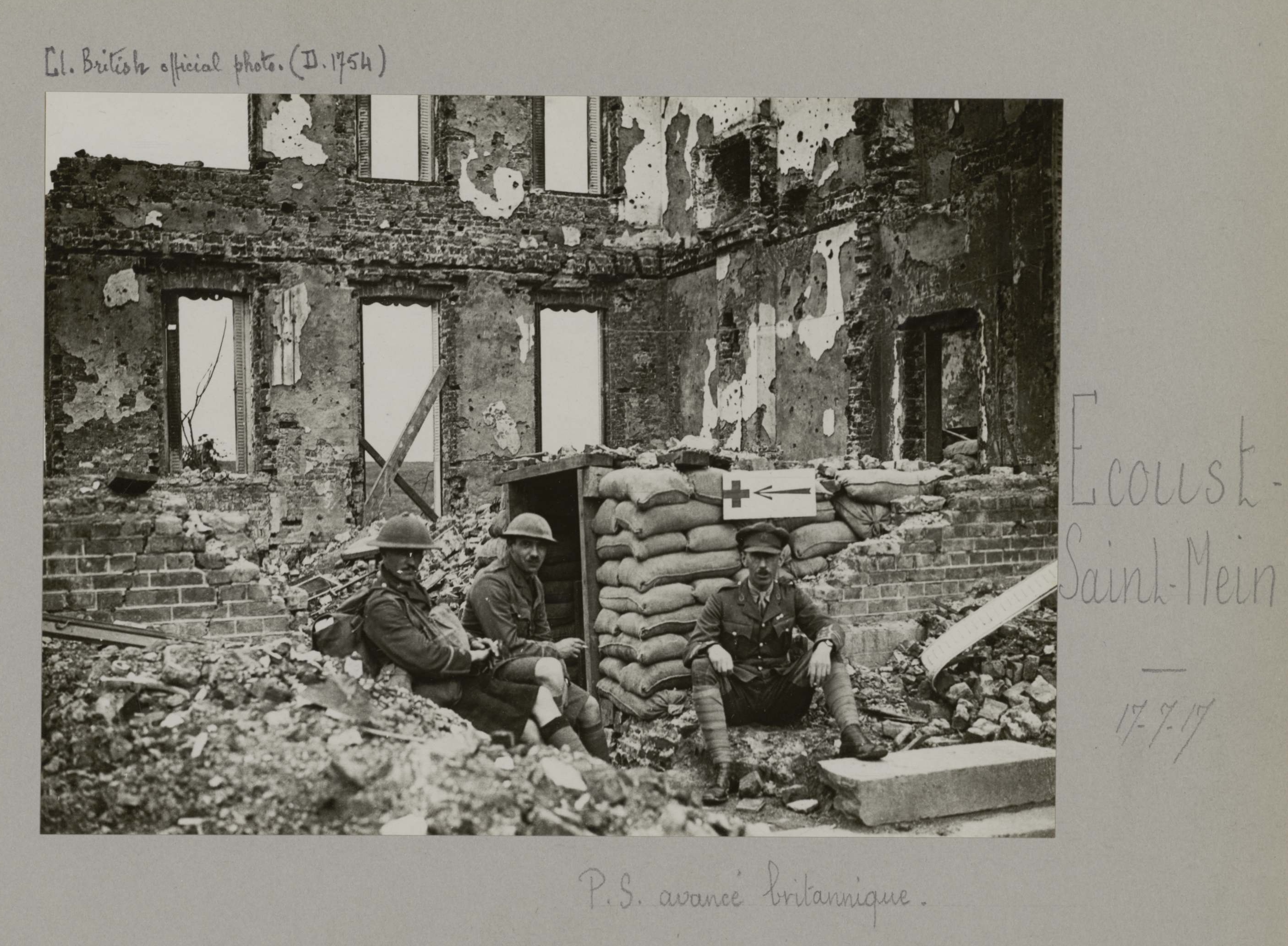
Les soldats britanniques dans les ruines du village en 1917.
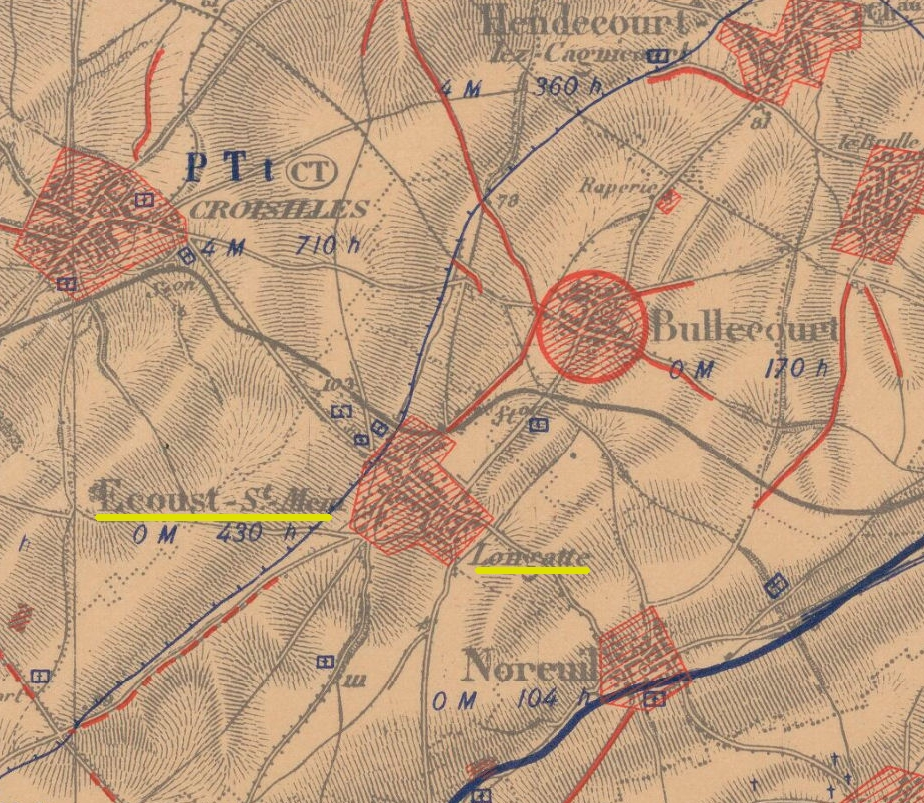
Une carte des régions dévastées en 1919.

## Politique et administration

### Découpage territorial
La commune se trouve dans l'arrondissement d'Arras du département du Pas-de-Calais, depuis 1801.

#### Commune et intercommunalités
La commune est membre de la communauté de communes du Sud-Artois.

#### Circonscriptions administratives
La commune est rattachée au canton de Bapaume. Avant le redécoupage cantonal de 2014, elle était, depuis 1801, rattachée au canton de Croisilles.

#### Circonscriptions électorales
Pour l'élection des députés, la commune fait partie de la première circonscription du Pas-de-Calais.

### Élections municipales et communautaires

#### Liste des maires
| Période                                  | Période                       | Identité         | Étiquette | Qualité           |
| ---------------------------------------- | ----------------------------- | ---------------- | --------- | ----------------- |
| Les données manquantes sont à compléter. |                               |                  |           |                   |
| mars 2001                                | 2014                          | Yves Ledieu      | DVG       |                   |
| mars 2014                                | 2020                          | Michel Guidez    |           | Retraité,         |
| 23 mai 2020                              | En cours (au 14 février 2022) | Olivier Houplain |           | Ouvrier qualifié, |

## Équipements et services publics

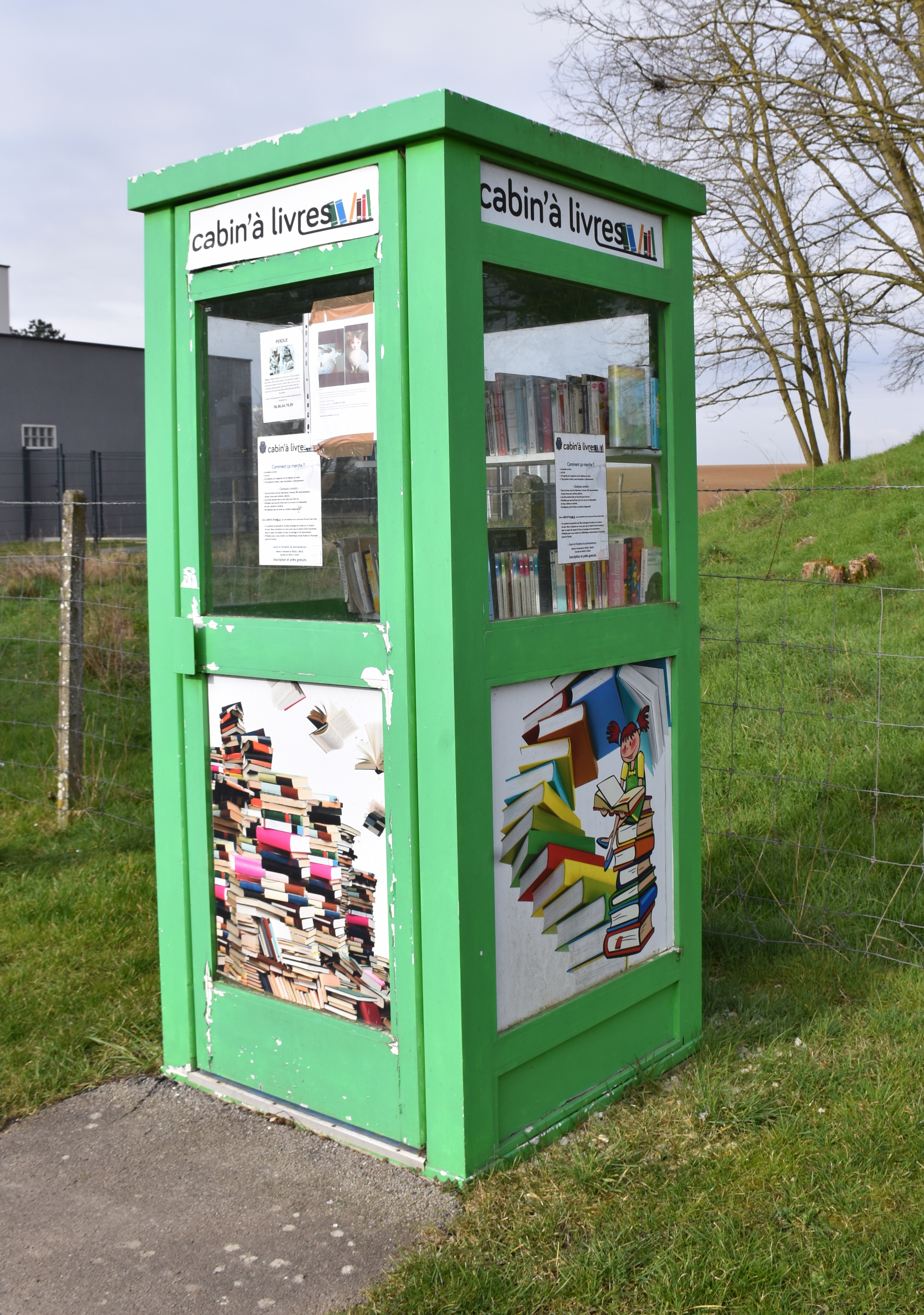
La cabine à livres.

### Enseignement
La commune administre, en regroupement pédagogique intercommunal (RPI), l'école maternelle Jean Moulin.

### Justice, sécurité, secours et défense
La commune dépend du tribunal judiciaire d'Arras, du conseil de prud'hommes d'Arras, de la cour d'appel de Douai, du tribunal de commerce d'Arras, du tribunal administratif de Lille, de la cour administrative d'appel de Douai, du pôle nationalité du tribunal judiciaire d'Arras et du tribunal pour enfants d'Arras.

## Population et société

### Démographie
Les habitants sont appelés les Écoustois.

#### Évolution démographique
L'évolution du nombre d'habitants est connue à travers les recensements de la population effectués dans la commune depuis 1793. Pour les communes de moins de 10 000 habitants, une enquête de recensement portant sur toute la population est réalisée tous les cinq ans, les populations de référence des années intermédiaires étant quant à elles estimées par interpolation ou extrapolation. Pour la commune, le premier recensement exhaustif entrant dans le cadre du nouveau dispositif a été réalisé en 2006.

En 2022, la commune comptait 484 habitants, en évolution de −1,63 % par rapport à 2016 (Pas-de-Calais : −0,72 %, France hors Mayotte : +2,11 %).
| 1793 | 1800 | 1806 | 1821 | 1831  | 1836 | 1841  | 1846  | 1851 |
| ---- | ---- | ---- | ---- | ----- | ---- | ----- | ----- | ---- |
| 834  | 812  | 801  | 939  | 1 046 | 982  | 1 008 | 1 015 | 995  |

| 1856 | 1861 | 1866 | 1872 | 1876 | 1881 | 1886 | 1891 | 1896 |
| ---- | ---- | ---- | ---- | ---- | ---- | ---- | ---- | ---- |
| 921  | 921  | 906  | 871  | 812  | 802  | 779  | 720  | 731  |

| 1901 | 1906 | 1911 | 1921 | 1926 | 1931 | 1936 | 1946 | 1954 |
| ---- | ---- | ---- | ---- | ---- | ---- | ---- | ---- | ---- |
| 744  | 707  | 659  | 449  | 543  | 502  | 488  | 463  | 476  |

| 1962 | 1968 | 1975 | 1982 | 1990 | 1999 | 2006 | 2011 | 2016 |
| ---- | ---- | ---- | ---- | ---- | ---- | ---- | ---- | ---- |
| 460  | 466  | 453  | 468  | 443  | 429  | 475  | 509  | 492  |

| 2021 | 2022 | - | - | - | - | - | - | - |
| ---- | ---- | - | - | - | - | - | - | - |
| 487  | 484  | - | - | - | - | - | - | - |

#### Pyramide des âges
En 2018, le taux de personnes d'un âge inférieur à 30 ans s'élève à 35,8 %, soit en dessous de la moyenne départementale (36,7 %). De même, le taux de personnes d'âge supérieur à 60 ans est de 22,1 % la même année, alors qu'il est de 24,9 % au niveau départemental.
En 2018, la commune comptait 239 hommes pour 254 femmes, soit un taux de 51,52 % de femmes, légèrement supérieur au taux départemental (51,5 %).
Les pyramides des âges de la commune et du département s'établissent comme suit.
| Hommes | Classe d’âge | Femmes |
| ------ | ------------ | ------ |
| 0,4    | 90 ou +      | 0,0    |
| 6,3    | 75-89 ans    | 8,8    |
| 14,8   | 60-74 ans    | 13,9   |
| 21,8   | 45-59 ans    | 18,6   |
| 22,1   | 30-44 ans    | 21,7   |
| 12,1   | 15-29 ans    | 15,8   |
| 22,5   | 0-14 ans     | 21,2   |

| Hommes | Classe d’âge | Femmes |
| ------ | ------------ | ------ |
| 0,5    | 90 ou +      | 1,6    |
| 5,6    | 75-89 ans    | 8,9    |
| 16,7   | 60-74 ans    | 18,1   |
| 20,2   | 45-59 ans    | 19,2   |
| 18,9   | 30-44 ans    | 18,1   |
| 18,2   | 15-29 ans    | 16,2   |
| 19,9   | 0-14 ans     | 17,9   |

## Culture locale et patrimoine

### Lieux et monuments
- L'église Saint Mein.
- Le monument aux morts surmonté d'une croix de guerre[42].
- Les quatre cimetières militaires britanniques implantés sur le territoire de la commune :
  - H.A.C. Cemetery
  - Écoust Military Cemetery
  - Écoust-Saint-Mein British Cemetery
  - L'Homme Mort British Cemetery

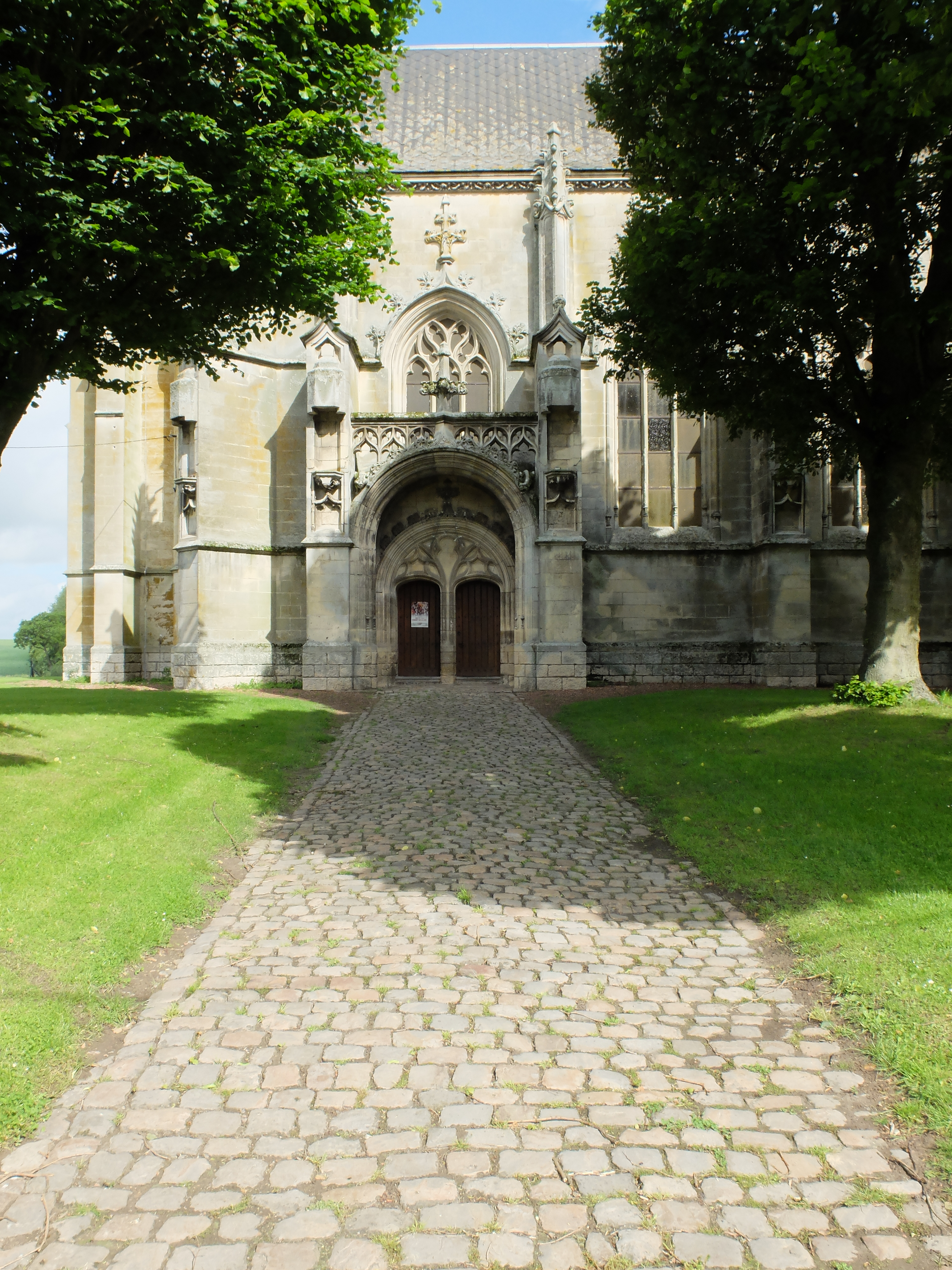
La façade ouest de l'église.
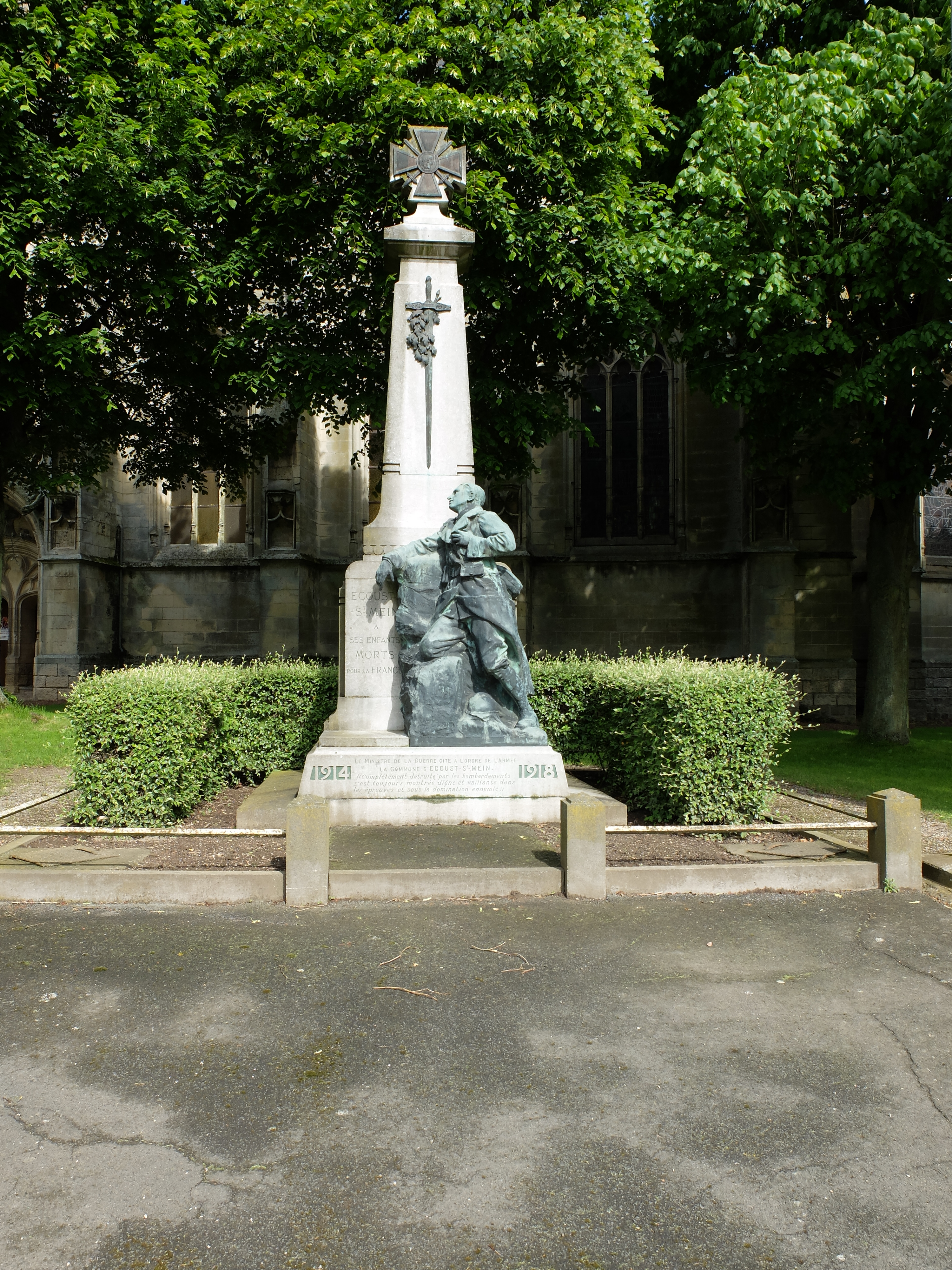
Le monument aux morts.
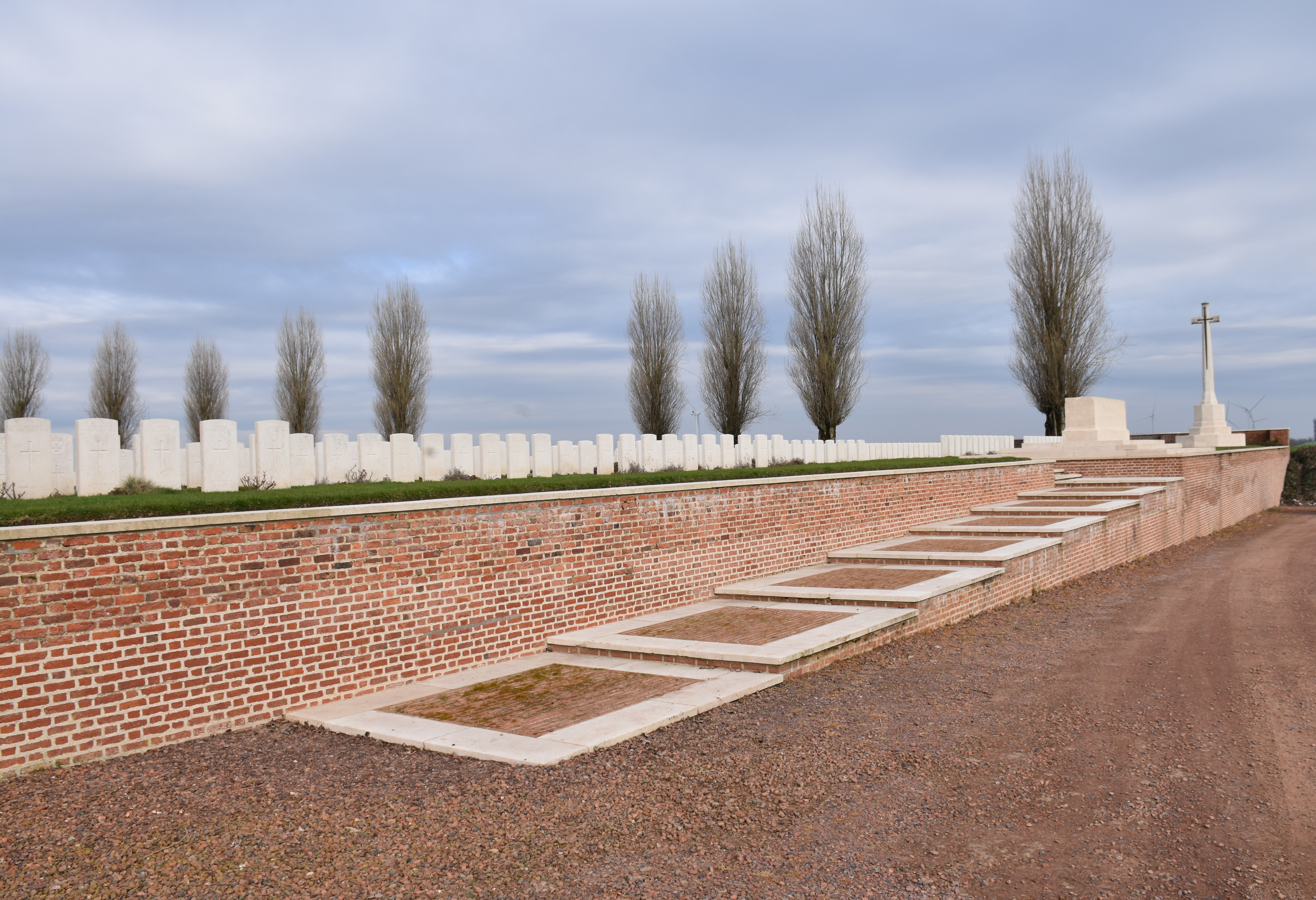
H.A.C. Cemetery.
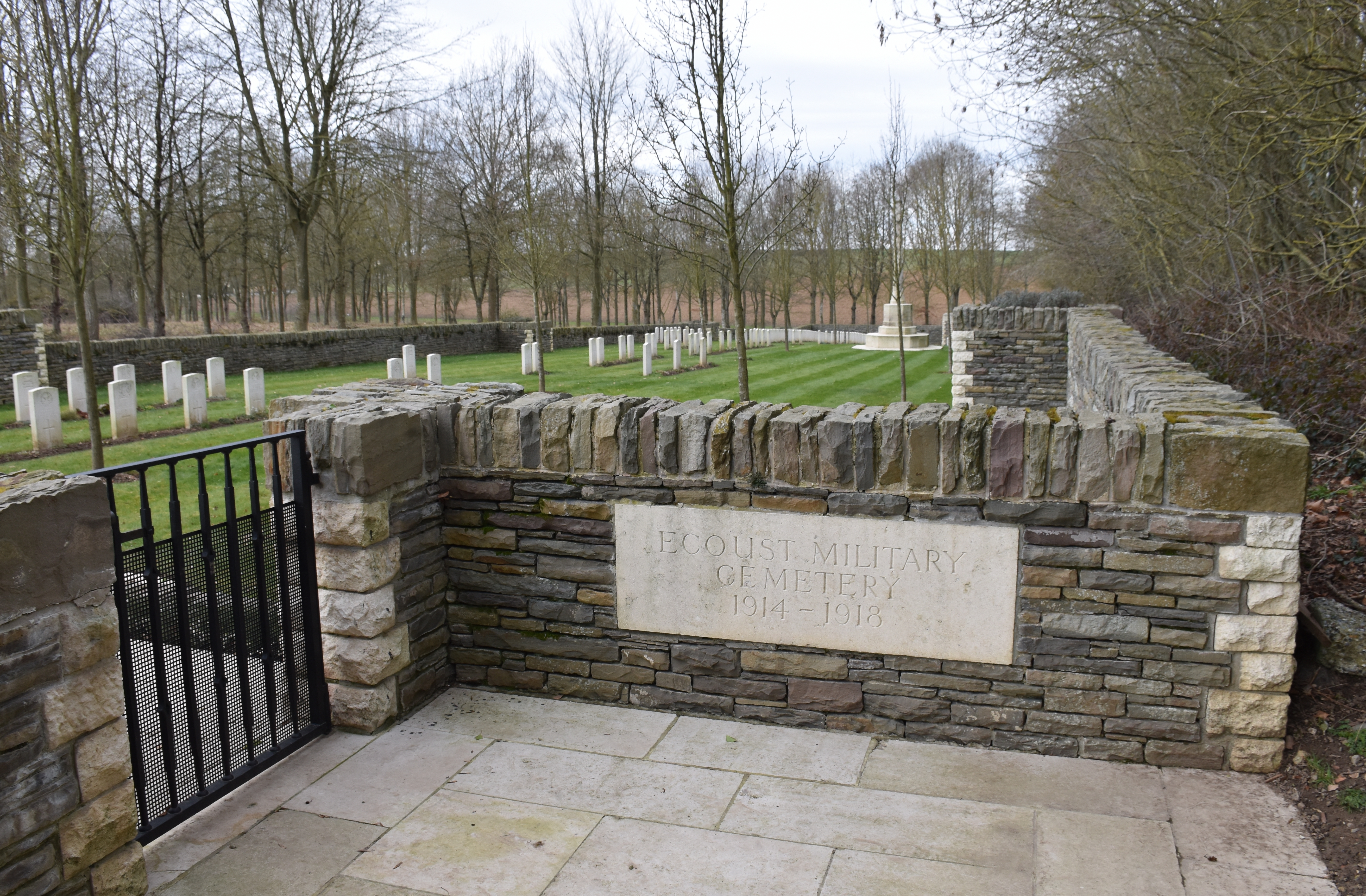
Ecoust Military Cemetery.
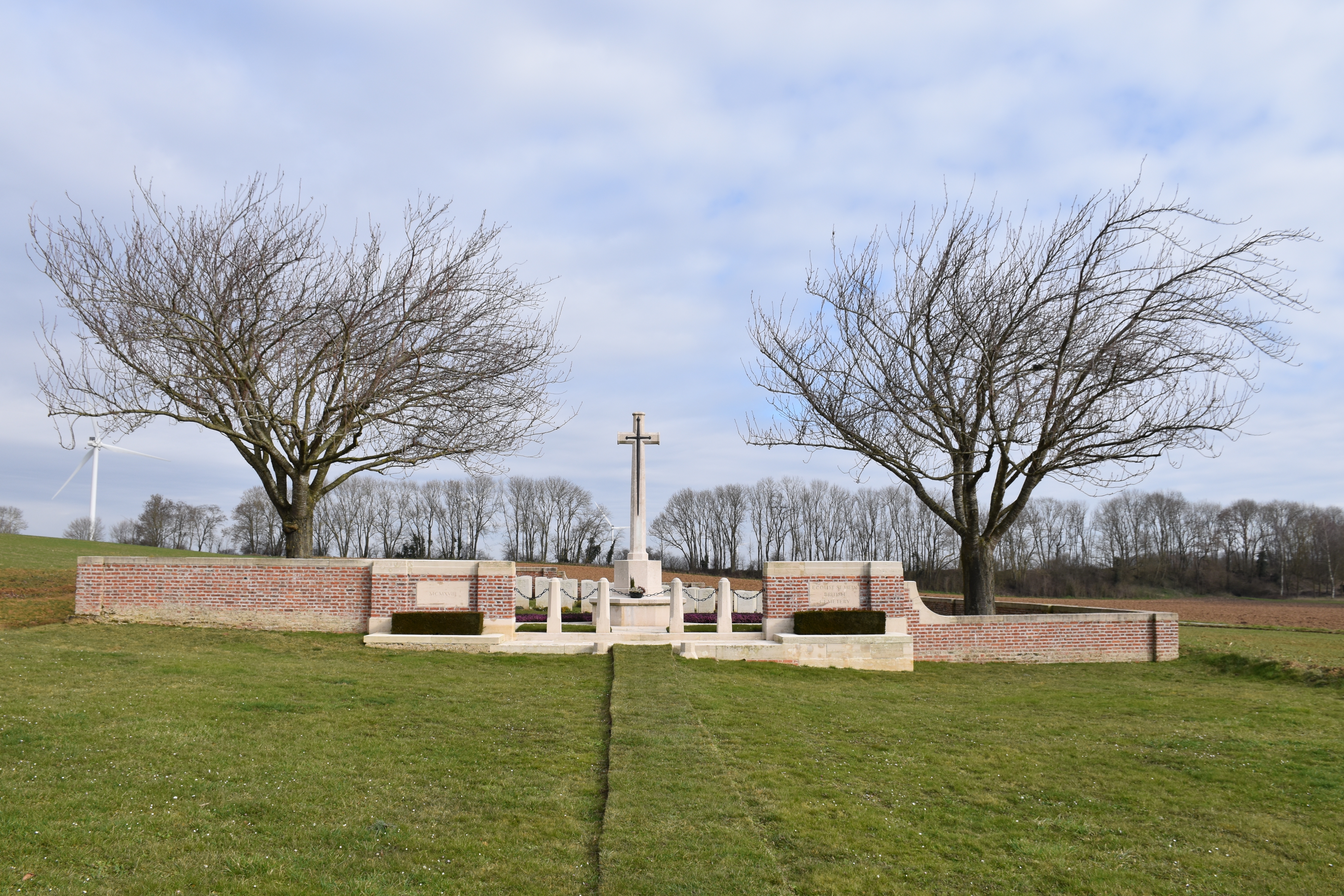
Ecoust-Saint-Mein British Cemetery.
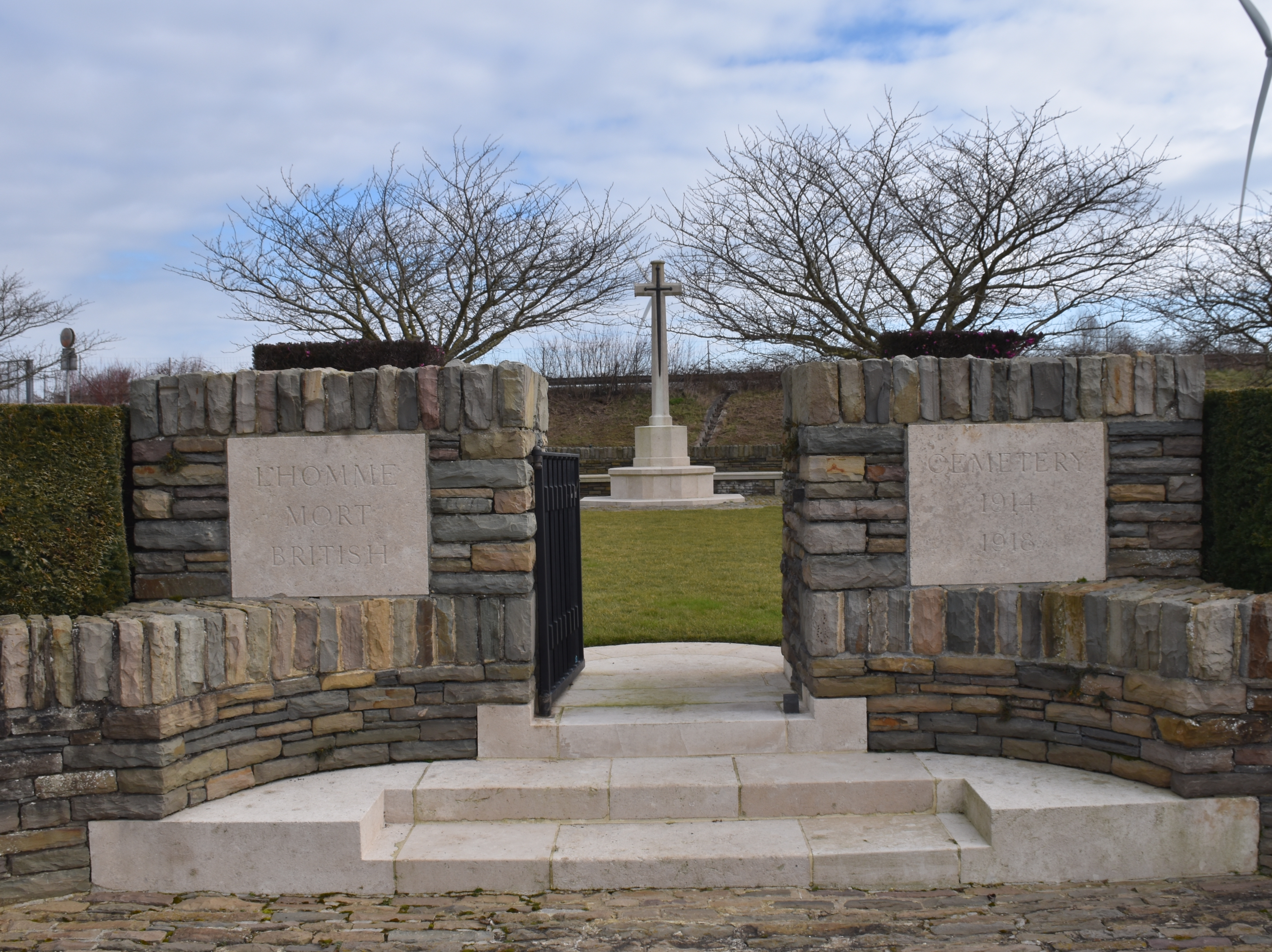
L'Homme Mort British Cemetery.

### Personnalités liées à la commune
- Henri Bachelet (1852-1930), personnalité politique, né dans la commune.

### Héraldique
| Blason de Écoust-Saint-Mein | Blason  | D'azur à trois mains dextres appaumées d'or ; à la filière d'or. Ornements extérieursCroix de guerre 1914-1918 |
| Blason de Écoust-Saint-Mein | Détails | Adopté par la municipalité.                                                                                    |

### La commune dans les arts
- 2019 : 1917, le film de guerre britannico-américain réalisé par Sam Mendes, se déroule à Écoust et dans ses environs. Le village y est montré ravagé et en proie aux flammes. Le réalisateur a cependant pris des libertés artistiques concernant la géographie et la topographie locales en situant la commune au bord d'une rivière comprenant des rapides et une cascade.
- Écoust-Saint-Mein est également le titre de l'une des musiques composées pour la bande originale de 1917[44].

## Pour approfondir